# Francesc Canivell i Curto
Francesc Canivell i Curto   (Tortosa, 1874 - Vinaròs, 18 de desembre de 1936), fou un comerciant i polític tortosí.
Fill del també polític i alcalde de Tortosa (1893-1895) Francesc Canivell i Sala i de Cinta Curto i Barjau. El seu pare fundà a Tortosa la Casa Canivell, mig botiga de queviures, mig drogueria, i que a més tenia la concessió local de la Companyia de Tabacs. L'any 1900 es casà amb Anunciació Baulenas i Barjau, provinent d'una de les famílies més benestants de la ciutat, però morí l'any següent durant el seu primer part.
D'ideologia liberal i monàrquica, la trajectòria de Canivell i Curto com a diputat provincial per Tarragona és una de les més extenses: hi entra l'any 1911, i continua de forma ininterrompuda fins al 1923. Trajectòria que es tallada l'any 1924 per la dictadura de Primo de Rivera. L'agost de 1921 es va integrar a l'Assemblea de la Mancomunitat de Catalunya com a liberal. També exercí càrrecs en la política municipal, com per exemple el de regidor per a l'ajuntament de Tortosa l'octubre de 1923.
A causa de la seva ideologia, el juliol de 1936 va patir la repressió revolucionària en la rereguarda republicana. Fou detingut i executat el mes de desembre de 1936 a la carretera de Tortosa a València, al terme municipal de Vinaròs.